# 云岭火绒草
云岭火绒草（学名：Leontopodium delavayanum）为菊科火绒草属下的一个种。